# Дуб звичайний (Одеса, Фонтанська дорога, 30/32)
Дуб звича́йний — ботанічна пам'ятка природи місцевого значення в Україні. Об'єкт природно-заповідного фонду Одеської області. 
Розташований у місті Одеса, Фонтанська дорога, 30/32. 
Площа — 0,02 га. Статус отриманий у 1993 році. Перебуває у віданні: комунальне підприємство «Міськзелентрест». 